# 돌출부

1944년 12월 16–25일 아르덴 대공세 당시 지도. 오른쪽 독일 영토에서 왼쪽 연합국 영토 쪽으로 삐쭉삐쭉 솟아나온 것들이 돌출부이다.
12월 16일 전선
12월 20일 전선
12월 25일 전선

돌출부(突出部, salient)란 전쟁터에서 적성 지역을 향해 삐쭉 솟아 있는 지역이다. 돌출부는 삼면이 적으로 둘러싸여 있기에 부대가 그 지역의 점령 상태를 유지하기가 취약해진다. 돌출부와 마주한 상대편 전선을 함몰부(咸沒部, reentrant)라고 한다. 돌출부가 너무 깊숙하게 파고들면 아군(A) 지역과 붙어 있는 "뿌리" 부분이 적(B)에게 절단당하기 쉬워지는데, 이렇게 되어버린 경우를 고립부(孤立部, pocket)라고 한다. 반대로 돌출부의 A측이 함몰부에 돌파구를 마련하고 함몰부의 B측의 후방에서 다른 A측 병력과 접촉해 B측을 가두어 버릴 수도 있는데 이 경우도 고립부라고 한다.
고립부에 갇힌 쪽은 포위섬멸되어 거의 반드시 패배한다. 때문에 돌출부와 함몰부는 서로를 고립부로 만들기 위해 기동한다. 제1차 세계 대전 때는 참호전의 특성상 전선이 고착되어 고립부 형성이 어려웠지만, 기동전이 일상화된 제2차 세계 대전에서는 다양한 고립부 상황이 만들어졌다.

## 같이 보기
- 돌출지